# Wellcome Library
La Wellcome Library (en español Biblioteca Wellcome) es una biblioteca basada en la colección formada por el empresario farmacéutico  Henry Wellcome (1853–1936), cuya riqueza personal le permitió crear una de las colecciones más ambiciosas del siglo XX. El interés de Henry Wellcome era la historia de la medicina en un sentido amplio e incluía temas como la alquimia o la brujería, pero también la antropología y la etnografía. Desde la muerte de Henry Wellcome en 1936, Wellcome Trust ha sido responsable de mantener la colección de la Biblioteca y financiar sus adquisiciones. La biblioteca es gratuita y está abierta al público.